# Черкасов, Сергей Владимирович (разведчик)
Сергей Владимирович Черкасов (известный как Виктор Мюллер Феррейра; род. 1986, Калининград) — офицер внешней разведки ГРУ. Разведчик-нелегал, в 2022 году разоблаченный службой безопасности Нидерландов.
В 2022 году был приговорён в Бразилии к 15 годам лишения свободы (впоследствии приговор смягчён до 5 лет) за использование поддельных документов. В январе 2024 года Черкасову предъявили обвинение в отмывании денег и создании преступного сообщества

## Известные сведения биографии
В российском паспорте Черкасова указана регистрация в Калининградской области. Возраст на момент провала 36 лет.
В 2018 году, под именем бразильца Виктора Мюллера Феррейры переехал в США, где поступил в один из университетов в округе Колумбия. Закончив обучение, весной 2020 года Черкасов уехал из США.

### Легенда
Голландская разведка опубликовала документ на ломаном португальском, обнаруженный у Черкасова, который, по мнению голландцев, был его легендой. В документе говорится, что в августе 2010 года он отправился в Рио-де-Жанейро, чтобы встретиться со своим отцом. В документе также утверждалось, что он забыл португальский и остался в Бразилии «чтобы выучить язык и восстановить свое гражданство».

### Образование
Согласно резюме, размещенному в Интернете, с 2014 по 2018 год изучал политологию в Дублинском Тринити-колледже, а затем получил степень магистра в Университете Джонса Хопкинса по специальности внешняя политика США.

## Раскрытие
В апреле 2022 года вылетел в Нидерланды, чтобы устроиться на работу в Международном уголовном суде (ICC). В то же время, ЦРУ передало срочное сообщение полиции Бразилии, в котором сообщалось, что по данным ведомства, тайный сотрудник российской военной разведки с бразильским паспортом прибыл в Нидерланды для прохождения стажировки в МУС. Был задержан сотрудниками иммиграционной службы Нидерландов и отправлен обратно в Бразилию, где позднее был арестован за подделку документов. Осужден на 15 лет лишения свободы; отбывает срок в бразильской тюрьме.
После российского вторжения на Украину ICC начал расследование военных преступлений, совершенных российской армией на Украине. Если бы Черкасов смог реализовать план операции, он получил бы доступ к электронной почте и документам ICC.

## Запросы на экстрадицию
США пытались добиться от Бразилии выдачи Черкасова, по данным властей, находясь в Вашингтоне под видом студента из Бразилии, Черкасов сотрудничал с российскими разведслужбами, Бразилия отказала США в выдаче.
В июле 2022 года, спустя месяц после вынесения приговора, Россия обратились к бразильским властям с требованием экстрадиции Черкасова. Российские власти заявили, что Черкасов является не шпионом ГРУ, а преступником, который скрывается от российского правосудия. Россия утверждала, что Сергей Черкасов был членом преступной группировки наркоторговцев, которая в период с 2011 по 2013 год переправляла из Афганистана героин, который потом продавала в России.